# Rawang Pasar VI
Rawang Pasar VI is een bestuurslaag in het regentschap Asahan van de provincie Noord-Sumatra, Indonesië. Rawang Pasar VI telt 1091 inwoners (volkstelling 2010).